# Yozei
Imperador Yozei (陽成天皇, Yozei-tennō, 869 — 949) foi o 57º Imperador do Japão, na lista tradicional de sucessão.

## Vida
Yozei era o filho mais velho do Imperador Seiwa. Sua mãe era a Imperatriz Fujiwara no Takaiko, também conhecida após a abdicação de Seiwa como a Imperatriz Nijō. Antes da sua ascensão ao trono, seu nome era Sadaakira. A mãe de Yozei era irmã de Fujiwara no Mototsune, que se tornou uma figura proeminente na vida do jovem imperador, tornando-se seu Sesshō e depois seu Kanpaku. Yozei reinou de 876 a 884.
Em 8 de dezembro de 876 no 18 º ano do reinado do Imperador Seiwa, este abdicou ao trono entregando a seu filho, o futuro Imperador Yozei.
A partir de 883 durante sua adolescência seus temperamentos sádicos e isolacionistas afloraram,o que repercutia muito mal na Corte. Mesmo Fujiwara no Mototsune, o repreendendo em todas as oportunidades possíveis, procurando dar a Yozei um comportamento mais decente, não conseguia.
Em 884, este temperamento piorou ao ponto de ordenar aos cortesões fazerem atos ridículos como trepar em árvores, e ordenar a outros espetar com lanças os que estavam nas árvores. Mototsune qualificou essa ação como indigna de um imperador, e começou a planejar uma forma de afastar Yozei do governo. Aproveitou a solidão do imperador e o convidou para participar de uma corrida de cavalos.
No dia da corrida, Yozei seguiria para o lugar da corrida em uma carruagem, mas a carruagem seguiu para um palácio a noroeste da capital, onde Mototsune o esperava, que se colocou diante do imperador o acusando de demência, argumentando que em seu estado de saúde não poderia governar, razão pela qual foi destronado. Yozei caiu em prantos ao saber que haviam tramado sua deposição.
Segundo o Jinnō Shōtōki, Yozei era descrito com disposição à violência e incapaz de ser um governante. Quando Fujiwara no Mototsune iniciou os preparativos para a remoção de Yozei, descobriu que havia um consenso geral no kuge de que esta seria a decisão mais correta a tomar.
O Imperador Yozei foi afastado em 884 aos 15 anos de idade, e foi sucedido pelo seu tio paterno, o Imperador Koko. Yozei Faleceria em 949 aos 80 anos, depois de viver 65 anos no retiro.

## Daijō-kan
- Sesshō, Fujiwara no Mototsune (藤原基経), 836–891.[5]
- Kanpaku, Fujiwara no Mototsune.[5]
- Daijō Daijin, Fujiwara no Mototsune.[5]
- Sadaijin, Minamoto no Tōru (源融).
- Udaijin, Fujiwara no Mototsune.[5]
- Udaijin, Minamoto no Masaru (源多).
- Dainagon, Minamoto no Masaru (源多).
- Dainagon, Minafuchi no Toshina (南淵年名), 807–877